# Renee Montoya
Renee Maria Montoya é uma personagem fictícia de histórias em quadrinhos, publicada pela DC Comics, apresentada originalmente em Batman: A Série Animada, por Bruce Timm, Paul Dini e Mitch Brian, foi inicialmente concebida como uma detetive policial do Departamento de Polícia de Gotham City, alocada na Unidade de Crimes Especiais que entrava frequentemente em contato com o vigilante mascarado Batman. Em uma história, o vilão Duas-Caras expõe a personagem como sendo lésbica, algo que impacta a vida profissional de Renee profundamente, fazendo com que ela se demita da delegacia após enxergar a corrupção daquele meio. Ao longo do curso da história em quadrinhos, tornaram uma personagem abertamente homossexual, ela ganhou destaque nos quadrinhos durante a fase dos Novos 52 quando assumiu a identidade feminina do Questão. Ela chegou a receber um convite para participar das Aves de Rapina e, apesar de ter trabalhado com o grupo, nunca fez oficialmente parte da equipe.
Ela teve destaque na série Gotham City Contra o Crime. Com Questão, na minissérie Final Crisis: Revelations e em Injustiça - Deuses Entre Nós.

## Biografia
Montoya nasceu e cresceu em um distrito da cidade de Gotham, chamado Burnley, perto da avenida Van Buren. Ela é a filha mais velha do casal Hernando e Louisa Montoya, imigrantes vindos República Dominicana. Ela possui um irmão mais novo, Benny. Ela se juntou ao Departamento de Polícia de Gotham City e se formou como a número 1 da sua turma. Como funcionária do GCPD, ela foi designada para a Unidade de Crimes especiais e fez parceria com Harvey Bullock, que tentou flertar com Renée em uma de suas primeiras missões juntos, mas Renée o rejeitou instantaneamente. Já que ela é e sempre foi abertamente homossexual. Como parceiros, Montoya e Bullock encontraram e prenderam muitos criminosos, contudo, depois que Bullock foi promovido a tenente, Crispus Allen se tornou o novo parceiro de Montoya. Ela acabou saindo do departamento de polícia e se tornou uma alcoólatra, porém acabou encontrando um novo sentido na vida quando foi selecionado pelo vigilante Questão, a ser o seu sucessor. Após ele morrer por conta do câncer de pulmão, Montoya assume a identidade dele e se torna a vigilante Questão, e assim como seu antecessor, ela usa uma máscara que esconde por completo o seu rosto.

## Em outras mídias
- Na série Gotham foi interpretada por Victoria Cartagena, Reneeque tinha um grande envolvimento com a polícia e com Barbara Kean (Erin Richards).[5]
- Renee é uma das protagonista do filme Aves de Rapina do Universo Estendido DC e Warner Bros, lançado em fevereiro de 2020. As atrizes Justina Machado e Roberta Colindrez estavam disputando a personagem. No final, nenhuma destas atrizes conseguiram e Rosie Pérez foi escalada para o papel.